# OpenNTPD
OpenNTPD是一个Unix系统网络时间协议（NTP）实现的守护进程，可以使计算机系统的本地时钟与远程NTP服务器同步。它也可以作为一个NTP兼容客户端的NTP服务器。
OpenNTPD作为OpenBSD计划的一部分，主要由亨宁·布劳尔负责开发。其设计目标包括安全（不可被利用）、易于配置、在大多数情况足够精确及可在BSD许可证下分发源代码。如OpenSSH，它另有一个单独的子项目来开发可移植版本，其为OpenBSD的版本添加了兼容性代码，且与主项目分开发布新版本。可移植版由达伦·塔克开发。最新的可移植版发布于2006年。该项目的开发者得到了一些来自OpenBSD基金会的资助。

## 历史
当时NTP守护进程的一系列问题促成了OpenNTPD的开发：难以配置，复杂、难以审计的代码，及不合适的许可。OpenNTPD的目标就是要解决这些问题，扩大时间同步的用户数量。经过一段时间的开发，OpenBSD 3.6中第一次出现了OpenNTPD。它的第一个版本于2004年11月2日发布。

## 目标
OpenBSD团队计划开发一个安全、易于安全审计、极简的设置和管理、占用较小内存的同时又能足够精确的NTP守护进程实现，这就是OpenNTPD。因此，OpenNTPD的设计目标是：安全、易用及性能。强力的网络输入路径有效性检查、由strlcpy保证的有界缓冲区操作、权限分离以防止利用守护进程进行权限提升，减小可能存在的安全漏洞的影响，这些都使得OpenNTPD更加安全。为了简化NTP的使用，较其它如网络时间协议项目所提供的NTP守护进程，OpenNTPD只实现了部分功能。只提供足够的功能的目标对典型的使用已经足够，但却可能无法满足奇怪或或特殊的需求。OpenNTPD通过ntpd.conf配置文件进行配置。其中提供的选项也是最小化的：OpenNTPD监听的IP地址或主机名，将要修改的时间设备，及用于同步时间的一组服务器。OpenNTPD尽力做到精确；守护进程会尽可能精确，但不对具体的精度做出保证。

## 示例
OpenNTPD逐步调整系统时钟，如在64位Arch Linux系统上运行OpenNTPD输出示例所示：
```
[root@nikolai karam]# more /var/log/daemon.log | grep ntp | grep adjusting | tail -20
Aug  4 02:58:21 nikolai ntpd[4784]: adjusting local clock by -2.134620s
Aug  4 03:02:38 nikolai ntpd[4784]: adjusting local clock by -1.983869s
Aug  4 03:06:53 nikolai ntpd[4784]: adjusting local clock by -1.884521s
Aug  4 03:08:28 nikolai ntpd[4784]: adjusting local clock by -1.819296s
Aug  4 03:12:46 nikolai ntpd[4784]: adjusting local clock by -1.712934s
Aug  4 03:15:48 nikolai ntpd[4784]: adjusting local clock by -1.607747s
Aug  4 03:19:31 nikolai ntpd[4784]: adjusting local clock by -1.535188s
Aug  4 03:21:05 nikolai ntpd[4784]: adjusting local clock by -1.439628s
Aug  4 03:24:56 nikolai ntpd[4784]: adjusting local clock by -1.376086s
Aug  4 03:29:12 nikolai ntpd[4784]: adjusting local clock by -1.271529s
Aug  4 03:32:20 nikolai ntpd[4784]: adjusting local clock by -1.162333s
Aug  4 03:36:08 nikolai ntpd[4784]: adjusting local clock by -1.023899s
Aug  4 03:40:02 nikolai ntpd[4784]: adjusting local clock by -0.902637s
Aug  4 03:43:43 nikolai ntpd[4784]: adjusting local clock by -0.789431s
Aug  4 03:47:35 nikolai ntpd[4784]: adjusting local clock by -0.679320s
Aug  4 03:50:45 nikolai ntpd[4784]: adjusting local clock by -0.605858s
Aug  4 03:53:31 nikolai ntpd[4784]: adjusting local clock by -0.529821s
Aug  4 03:56:33 nikolai ntpd[4784]: adjusting local clock by -0.429573s
Aug  4 03:59:46 nikolai ntpd[4784]: adjusting local clock by -0.312575s
Aug  4 04:03:14 nikolai ntpd[4784]: adjusting local clock by -0.232646s
[root@nikolai karam]#

```

## 批评
OpenNTPD被批评没有网络时间协议项目的NTP守护进程精确。OpenNTPD项目也承认这种说法的合理性，但它声称这是在微秒精度和OpenNTPD提供的简便性及安全性之间做出的平衡。
OpenNTPD也被批评违反了NTP协议，因为其在传输数据时省略掉了精确性信息：OpenNTPD服务器声明自己是无限精确的（早期版本在第1层声明；虽然前述问题已得到修复，OpenNTPD 3.9p1仍然提供的是零误差时间）。
在OpenNTPD3.6发布后不久，布拉德·诺尔斯发表了一篇题为《OpenNTPd是有害的》的文章，从各个方面批评了OpenNTPD，以及该项目及OpenSSH和OpenBGPD所采用的拆分开发模式。作为回应，OpenNTPD可移植分支的主要开发者达伦·塔克写了一篇详细的文章，阐述了一些在OpenNTPD 3.6.1所解决的问题，并认为诺尔斯的一些言论“有误导之嫌”。诺尔斯的文章也使OpenBSD网络常见问题添加了一个章节，解释和反驳其主张。